# Малая Нахаловка (Новосибирск)
Малая Нахаловка (также «Порт-Артур») — историческое место, существовавшее на территории современного Железнодорожного района Новосибирска. Появилась около 1905 года.

## История
Малая Нахаловка возникла в результате самовольной застройки и находилась южнее Переселенческого пункта, располагавшегося на территории современного Железнодорожного района Новосибирска.
На карте города 1935 года поселение выделено как отдельный микрорайон.
В 1970-е годы во время строительства Димитровского моста Малая Нахаловка фактически исчезла.